# Cuatresia
Genre
Cuatresia est un genre de plantes de la famille des Solanaceae.

## Liste d'espèces
Selon NCBI (16 avr. 2012) :
- Cuatresia colombiana
- Cuatresia exiguiflora
- Cuatresia riparia